# Bengtskärs fyr
Bengtskärs fyr är en finsk fyr på skäret Bengtskär 30 kilometer sydväst om Hangö. Fyrens lyshöjd är 51 meter över havet och 46 m över marknivån. Sett till hela byggnadens höjd är det Nordens högsta fyr med en höjd på 49 m (icke medräknat vindflöjel och antenner). 
Byggnationen började i januari 1906 och den röda graniten som utgör  grunden till det kombinerade fyr- och boningshuset bröts för hand på området. Byggnaden och tornet byggdes av tegel som transporterades till Bengtskär. 
Bygget, som sysselsatte 124 man, stod klart i oktober och fyren tändes första gången den 19 december samma år. Arkitekter var Sebastian Gripenberg och Florentin Granholm.
På bottenvåningen fanns maskinrum, verkstad och bagarstuga och första våningen var bostad för fyrvaktare och maskinister. Fyrmästaren med familj bodde på andra våningen och högst upp fanns en mistlur och lagerutrymmen. Linsapparaten drevs runt med hjälp av ett urverk med lod och mistluren var ångdriven.
Fyrplatsen var avbemannad under första världskriget. Den besköts av tyska krigsfartyg men undgick större skador. Under vinterkriget 1939 användes fyren som ledningscentral av försvaret och under fortsättningskriget stationerades 32 soldater på fyren som skydd mot ryssar som hade ockuperat Hangö. I juli 1941 anfölls fyrplatsen av sovjetiska styrkor i det dramatiska slaget om Bengtskär. Fyrtornet träffades av en bomb som förstörde mistluren och linsapparaten men de anfallande styrkorna drevs på flykt.
År 1950 togs fyren åter i bruk efter omfattande reparationer. Den var bemannad till 1968 då den ursprungliga fotogeneldade fyrlyktan ersattes med Dalén-ljus med acetylen. 1983 fick fyrlyktan elektriskt ljus från en vindgenerator och lysvidden minskade då till 10,4 sjömil.
Fyren stod tom till 1992 då den övertogs av Åbo universitet och dess stiftelse som lät renovera fyren. År 1995 öppnades den för besökande och idag har fyrplatsen  cirka 10 000 besökare om året under sommarsäsongen. Fyren förklarades som byggnadsminne 2021 och år 2022 kommer den att anslutas till fastlandsnätet och all användning av olja stoppas.

## Bilder

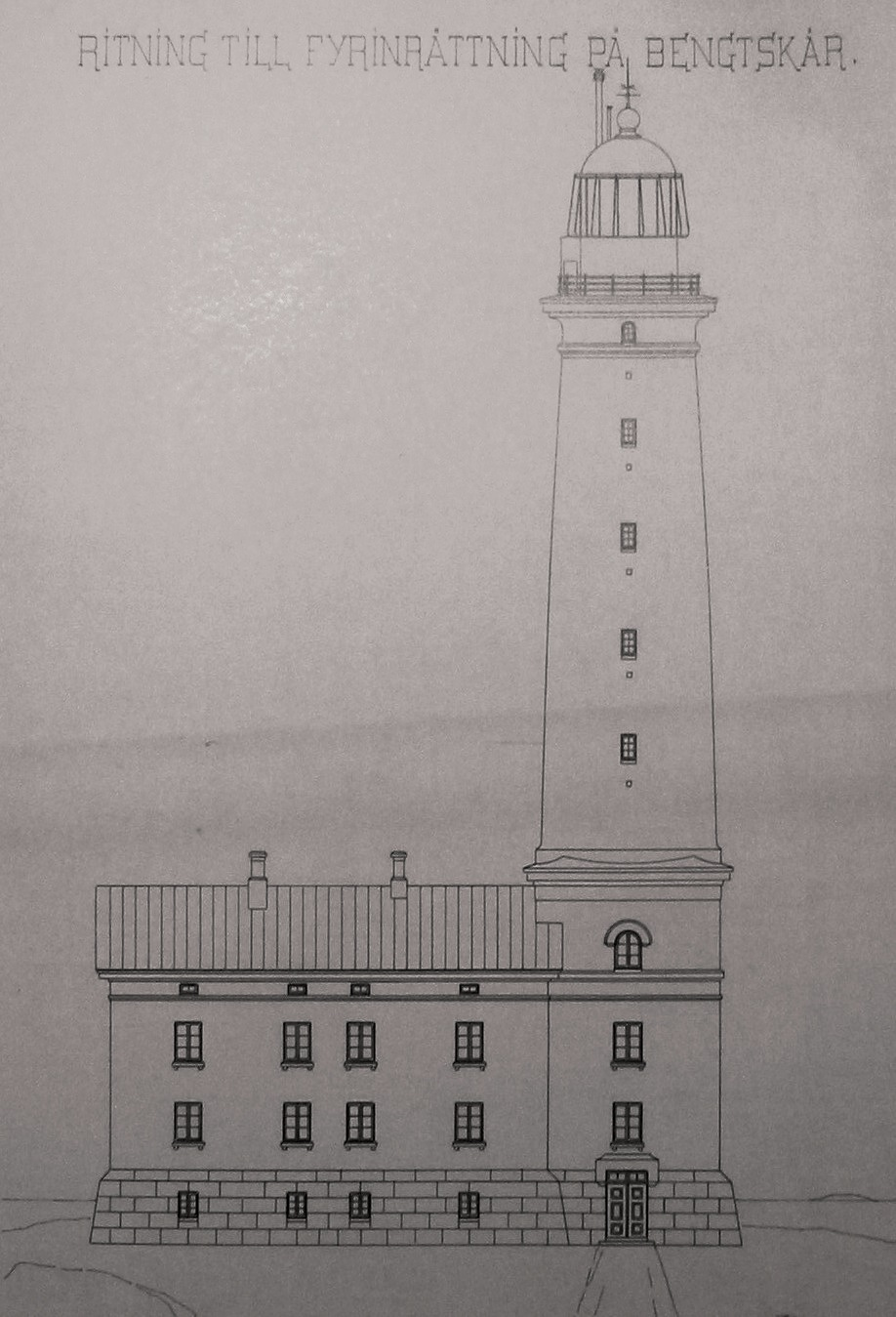
Arkitektritning av Bengtskärs fyr, 1897. Inte slutgiltig förvekligad version.
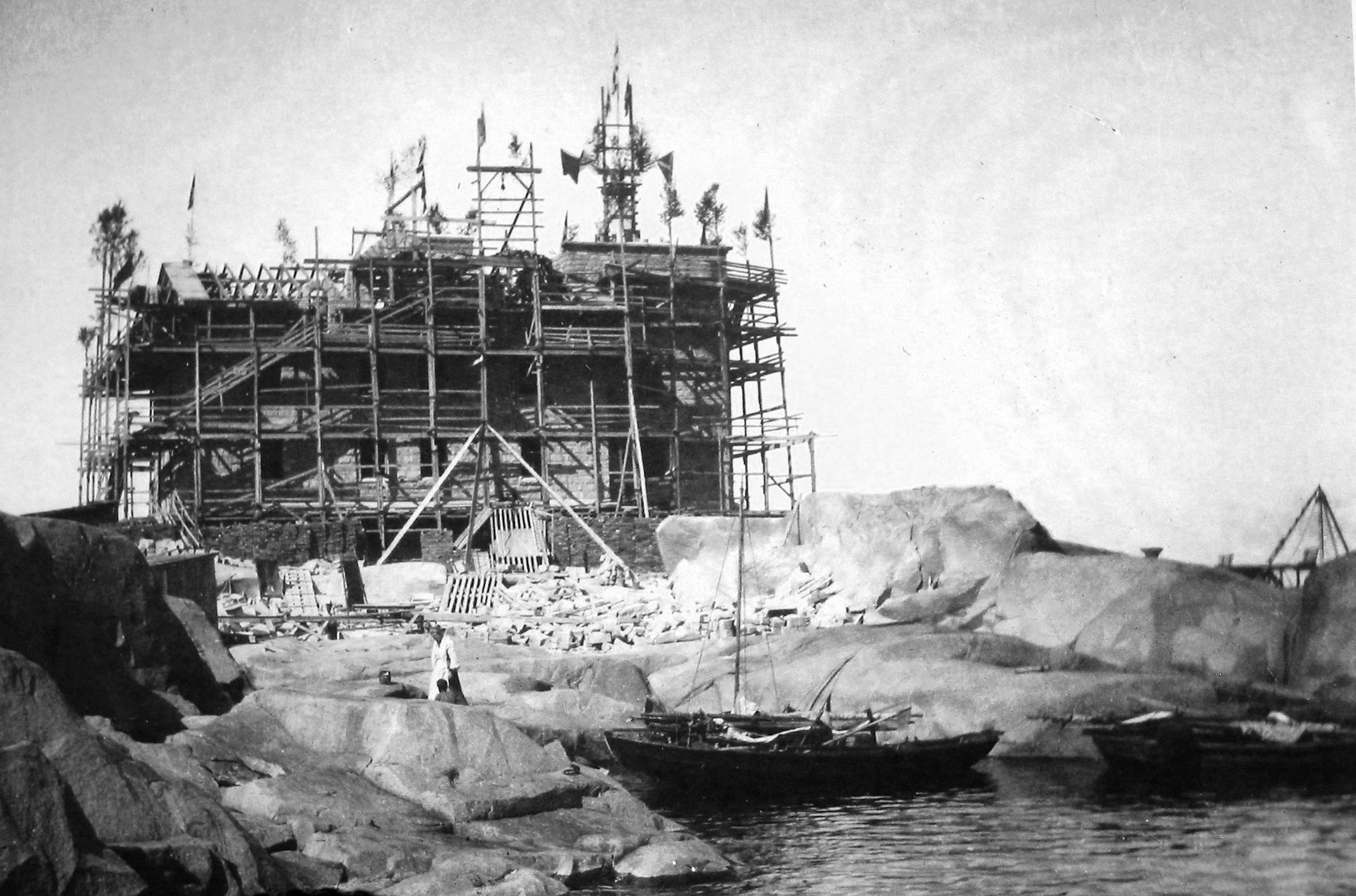
Fyren under uppförande, augusti 1906.
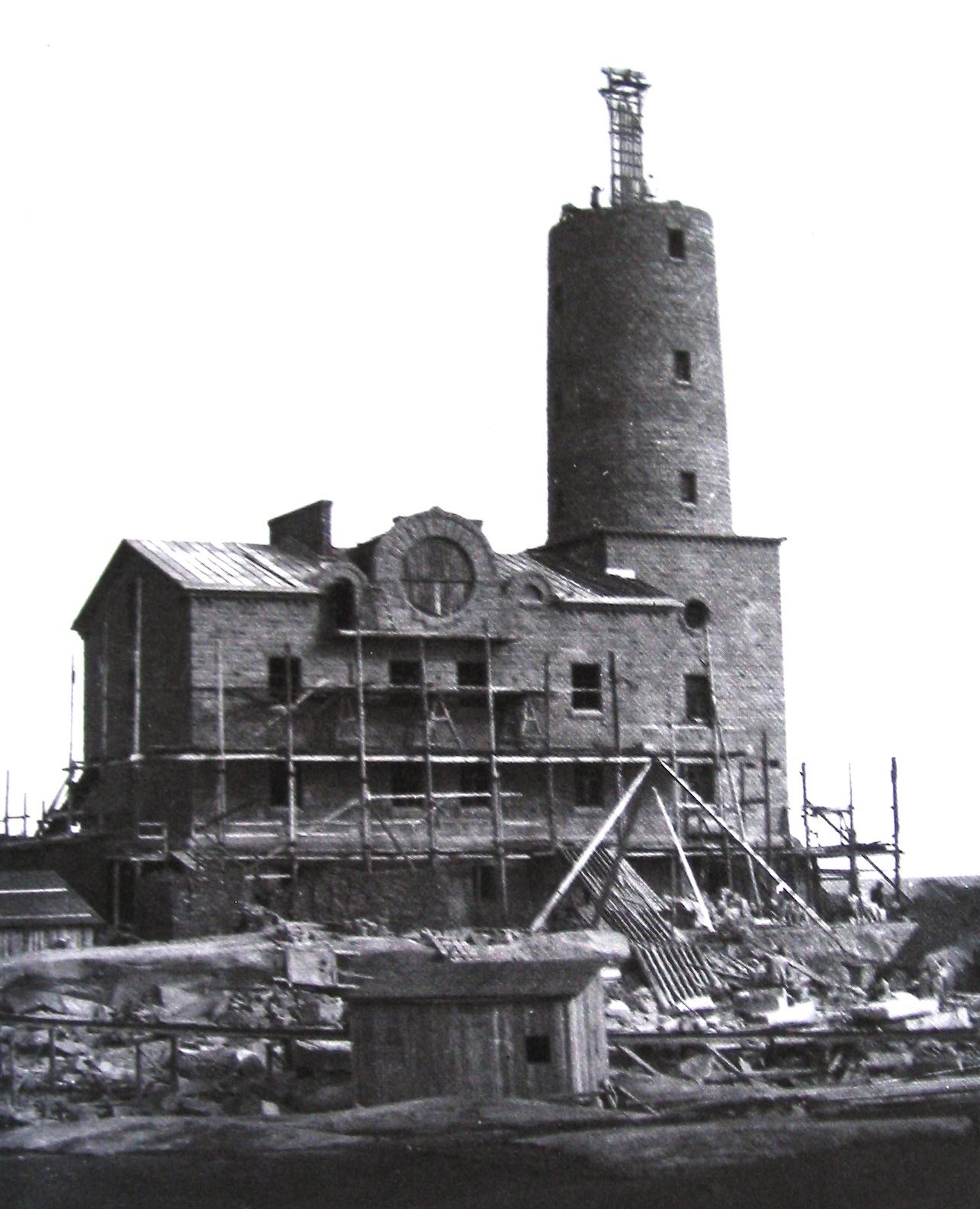
Fyren under uppförande, september 1906.
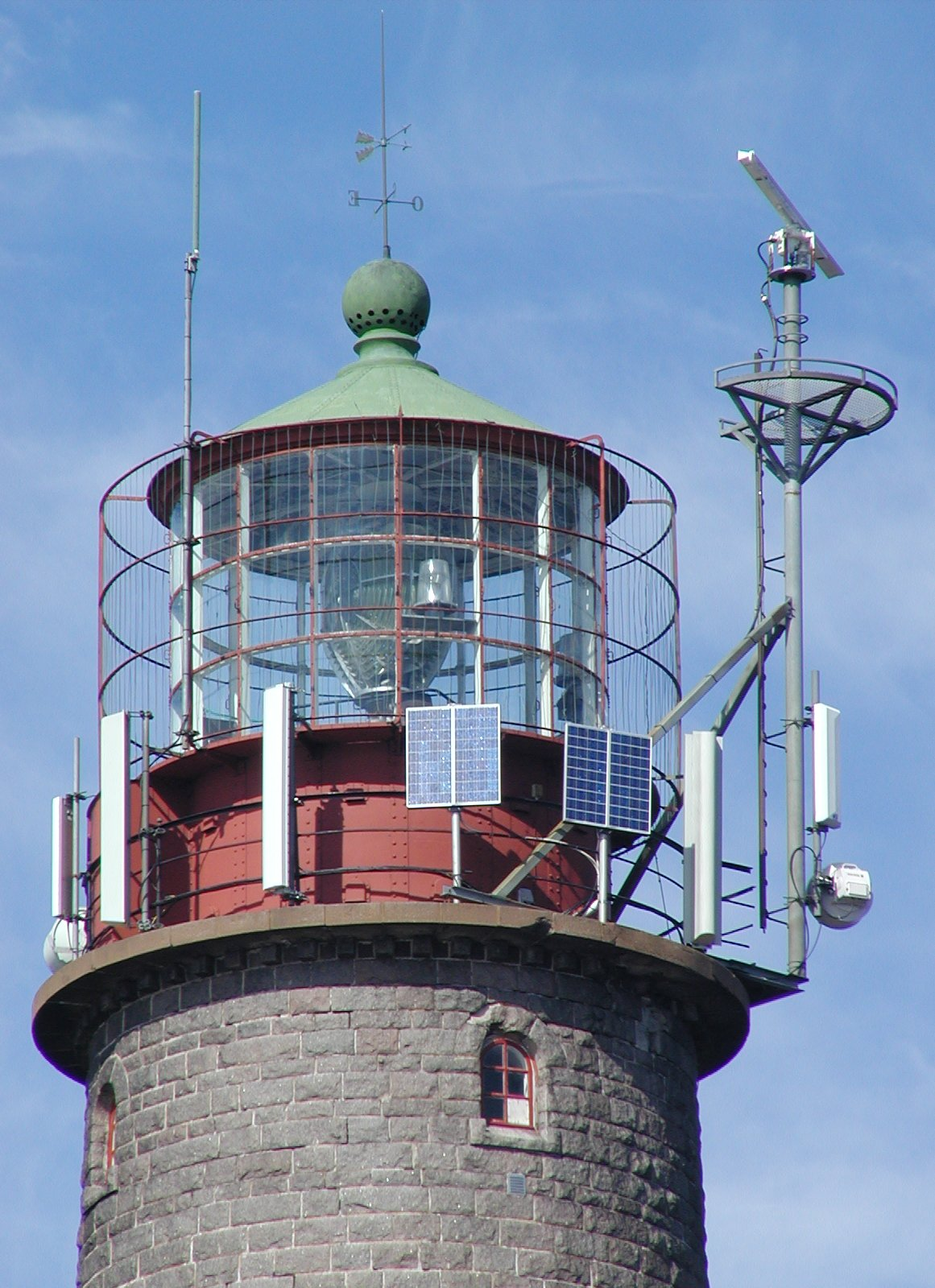
Närbild på fyrens lanternin.